# Albrecht Böttcher
Albrecht Böttcher (* 29. Dezember 1954 in Oberwiesenthal) ist ein deutscher Mathematiker, der sich mit Funktionalanalysis beschäftigt.

## Leben
Böttcher ging noch als Schüler 1971 bis 1973 an eine Elite-Förderklasse der Technischen Hochschule Karl-Marx-Stadt und gewann auf der Mathematik-Olympiade 1973 in Moskau eine Silbermedaille. Nach dem Wehrdienst studierte er 1975 bis 1979 an der Technischen Hochschule Karl-Marx-Stadt bei Bernd Silbermann. Ab 1980 studierte er weiter an der Universität in Rostow am Don, wo er 1984 bei V. Dybin über Wiener-Hopf-Integraloperatoren promovierte (Kandidatentitel). Ab 1984 war er wissenschaftlicher Assistent in Karl-Marx-Stadt. 1987 habilitierte er sich dort und wurde 1990 Dozent und 1992 Professor für Analysis in Chemnitz. Er erhielt 1992 den Alfried-Krupp-Förderpreis für junge Hochschullehrer und gewann 1997 zusammen mit Juri Karlowitsch (Karlovich) den Ferran-Sunyer-i-Balaguer-Preis des Institut d’Estudis Catalans in Spanien. Im Jahr 2023 wurde ihm die Béla-Szőkefalvi-Nagy-Medaille verliehen. 
Seit 2020 ist er emeritiert.
Böttcher befasste sich mit Operatoralgebren und speziell mit Toeplitz-Operatoren und Toeplitz-Matrizen, über die er ein Standardwerk mit Silbermann schrieb.

## Schriften (Auswahl)
- mit Bernd Silbermann: Invertibility and Asymptotics of Toeplitz Matrices (= Mathematical Research. 17, ISSN 0138-3019). Akademie Verlag, Berlin 1983.
- mit Bernd Silbermann: Analysis of Toeplitz Operators (= Mathematische Lehrbücher und Monographien. Abteilung 2: Mathematische Monographien. 75). Akademie Verlag, Berlin 1989, ISBN 3-05-500478-7 (2nd edition, prepared jointly with Alexei Karlovich. Springer, Berlin u. a. 2006, ISBN 3-540-32434-8).
- mit Aad Dijksma, Heinz Langer, Michael A. Dritschel, James L. Rovnyak, Marinus A. Kaashoek: Lectures on Operator theory and its applications (= Fields Institute Monographs. 3). American Mathematical Society, Providence, RI 1996, ISBN 0-8218-0457-X.
- mit Yuri I. Karlovich: Carleson Curves, Muckenhoupt Weights and Toeplitz Operators (= Progress in Mathematics. 154). Birkhäuser, Basel u. a. 1997, ISBN 0-8176-5796-7.
- mit Bernd Silbermann: Introduction to large truncated Toeplitz Matrices. Springer, New York NY u. a. 1999, ISBN 0-387-98570-0.
- mit Sergei M. Grudsky: Toeplitz Matrices, Asymptotic linear algebra and Functional Analysis. Birkhäuser, Basel u. a. 2000, ISBN 0-8176-6290-1.
- mit Yuri I. Karlovich, Ilya M. Spitkovsky: Convolution operators and factorization of almost periodic matrix functions (= Operator Theory. 131). Birkhäuser, Basel u. a. 2002, ISBN 3-7643-6672-9.
- mit Sergei M. Grudsky: Spectral properties of banded Toeplitz Matrices Society for Industrial and Applied Mathematics, Philadelphia PA 2005, ISBN 0-89871-599-7.